# Julius Dieterich
Julius Dieterich (* 9. Juli 1864 in Holzhausen (Dautphetal); † 6. März 1952 in Marburg) war ein deutscher Archivar.

## Leben
Dieterich war Sohn des Pfarrers August Dieterich. Er besuchte das Gymnasium in Laubach, an dem er 1884 die Abiturprüfung bestand. An der Universität Marburg begann er Geschichte, Geografie, Klassische Philologie und Kunstgeschichte zu studieren. 1885 wurde er im Corps Teutonia zu Marburg recipiert. Als Inaktiver wechselte er an die Universität und die Universität München. Er bestand 1889 das Staatsexamen und wurde 1891 in Marburg zum Dr. phil. promoviert.
Vom beabsichtigten Eintritt in den Schuldienst nahm er Abstand. Er ging als Archivar an das Germanische Nationalmuseum. Nach einem Jahr in Nürnberg ging er nach Berlin, um an den Monumenta Germaniae Historica mitzuarbeiten. 1895 habilitierte er sich an der Universität Gießen. Als Privatdozent lehrte er dort von 1896 bis 1901. Mitte 1900 wechselte er in den Archivdienst des Großherzogtums Hessen. Zum Haus- und Staatsarchivar in Darmstadt ernannt, übernahm er 1911 die Leitung des Staatsarchivs Darmstadt. Sie nahm er bis zur Pensionierung  wahr. Er gründete bereits 1907 die Historische Kommission für Hessen und schrieb „unzählige“ Publikationen zur Geschichte Hessens. Als Archivar Ende 1929 pensioniert, wurde er von der Hessischen Ludwigs-Universität zum ordentlichen Honorarprofessor für Archivkunde ernannt. Er hielt bis 1932 Vorlesungen und kümmerte sich bis 1937 um das Familienarchiv des Hauses Hessen. Verheiratet war er seit 1905 mit Emilie Naumann aus Gießen. Seinen Lebensabend verbrachte er bei einer der beiden Töchter in Marburg.

## Schriften
- Die Polenkriege Konrads II. und der Friede von Merseburg. Giessen 1895.

- Die Geschichtsquellen des Klosters Reichenau bis zur Mitte des 11. Jahrhunderts. von Münchow, Gießen 1897.

- Streitfragen der Schrift- und Quellenkunde des deutschen Mittelalters. Elwert, Marburg 1900.

- Reformationsgeschichte von Oppenheim. Bergstraesser. Darmstadt 1904.

- (Hrsg.): Beiträge zur Geschichte der Universitäten Mainz und Giessen (= Archiv für hessische Geschichte und Altertumskunde, N.F., Bd. 5). Darmstadt 1907.

- Hessen-Darmstadt auf dem Wiener Kongreß und die Erwerbung Rheinhessens. In: Heinrich Bechtolsheimer/Julius Reinhard Dieterich/Kurt Strecker: Beiträge zur Rheinhessischen Geschichte. Festschrift der Provinz Rheinhessen zur Hundertjahrfeier 1816–1916. Diemer, Mainz 1916, S. 147–296.

- Der Dichter des Nibelungenliedes. Ein Versuch. Baer, Frankfurt/M. 1923.

- Wegweiser durch das Schrifttum des Historischen Vereins für Hessen. Darmstadt 1934.